# یواس‌اس الدن (دی‌یی-۲۶۴)
یواس‌اس الدن (دی‌یی-۲۶۴) (به انگلیسی: USS Elden (DE-264)) یک کشتی بود که طول آن ۲۸۹ فوت ۵ اینچ (۸۸٫۲۱ متر) بود. این کشتی در سال ۱۹۴۳ ساخته شد.